# RK Eurofarm Pelister II
Maillots
Le RK Eurofarm Pelister II, appelé RK Pelister Bitola jusqu'en 2019, est un club de handball situé à Bitola en Macédoine du Nord.
Entre 1992 et 2005, le club a remporté onze titre nationaux.

## Histoire
Fondé en 1955, le RK Pelister Bitola est l'un des plus vieux clubs de l'actuelle Macédoine du Nord.

### Les débuts au plus haut niveau
Le RK Pelister Bitola rejoint l'élite yougoslave lors de la saison 1983/1984. Dans ce championnat, Bitola grimpe vite dans le classement et termine troisième lors de la saison 1984/1985. Puis, lors des deux saisons suivantes, le club obtient la deuxième place derrière le RK Metaloplastika Šabac, le meilleur club européen de l'époque.
Ces bons résultats suscitent un engouement autour du club dans la ville de Bitola mais aussi de la République socialiste de Macédoine puisque le club est le premier club de cette région yougoslave à entreprendre une campagne européenne : participant à la Coupe de l'IHF 1986-1987, il est éliminé par les Espagnols de l'Atlético de Madrid en huitième de finale.
Le club effectue son plus beau parcours européen lors de la saison 1988/1989 où le club réussit à atteindre les quarts de finale de la Coupe de l'IHF, éliminé par les est-Allemands de l'ASKV Francfort/Oder sur un total de 32 à 60 (21-30 et 11-30).

### La domination macédonienne
Depuis 1992, le club évolue dans le championnat de la République de Macédoine. Dans ce nouveau championnat, bien moins relevé que le championnat yougoslave, Bitola montre sa suprématie en remportant les deux premières éditions.
Puis entre 1995 et 2000, ce sont trois nouveaux titres de champion que remporte Bitola.
Dans le même temps, le club remporte la Coupe de Macédoine à quatre reprises entre 1994 et 1999.
Ces neuf sacres lui ont offert l’opportunité d'entreprendre plusieurs campagnes européennes, dont quelques-unes furent remarquables. Ainsi, lors de la saison 1995/1996, le Pelister parvient à se hisser en demi-finale de la Coupe des coupes (C2) où il est éliminé de justesse par le club allemand du TBV Lemgo : victorieux à domicile 24 à 23, Bitola est défait à Lemgo 25 à 23. Mais le plus beau parcours de club reste à l'issue de la Coupe Challenge 2001/2002 (C4) où après avoir éliminé les clubs du HC KAI Zilant Kazan, du Paris Handball, du GAC Kilkis, du Frederiksberg IF, le Pelister se retrouve en finale où il s'incline face au club danois du Skjern Håndbold sur un total 44 à 54 (27-20 et 17-34).

### Dans l'ombre du Vardar et du Metalurg
Depuis le début des années 2000, le RK Pelister Bitola se trouve, comme tous les clubs de Super League, dans l'ombre des deux grands clubs de la capitale, le Vardar Skopje et le Metalurg Skopje qui dominent outrageusement le handball macédonien à eux deux, à l’exception de la saison 2004/2005 où Bitola réalise le doublé Coupe-championnat. Le reste du temps, le club ne revit pas ses instants de gloire des années 1990 mais joue tout de même le haut du classement chaque saison et participe régulièrement aux compétitions européennes. 

### Une nouvelle ère (2019-): "RK Eurofarm Pelister II"
Le 29 novembre 2019, Eurofarm, propriétaire du RK Eurofarm Rabotnik, et la municipalité de Bitola, propriétaire du RK Pelister, concluent un accord de fusion des deux clubs. Le RK Eurofarm Rabotnik, devenu RK Eurofarm Pelister, sera le club phare avec des ambitions européennes. Le RK Pelister, renommé RK Eurofarm Pelister II, devient un club de développement avec de jeunes joueurs de Bitola ou, plus généralement, macédoniens.

## Palmarès
Le tableau suivant récapitule les performances du club dans les diverses compétitions macédoniennes et européennes.
| Compétitions internationales                                                         | Compétitions nationales |
| - Coupe des coupes : - Demi-finaliste en 1996 - Coupe Challenge : - Finaliste : 2002 | - Championnat régional de la République yougoslave de Macédoine (7) : 1966, 1968, 1969, 1970, 1971, 1979, 1981 - Championnat de Macédoine du Nord (6) : 1993, 1994, 1996, 1998, 2000, 2005 - Coupe de Macédoine du Nord (5) : 1994, 1996, 1998, 1999, 2005 - Championnat de Yougoslavie : - Deuxième : 1987, 1988 |

## Effectif 2019-2020
| N° | Poste | Nom                 | Date de naissance | Taille | Arrivée | Club précédent         | Sélection |
| -- | ----- | ------------------- | ----------------- | ------ | ------- | ---------------------- | --------- |
| 12 | GB    | Filip Ivanovski     | 2 mai 1994        | 1,90 m | 2019    | RK Eurofarm Pelister I | -         |
| 16 | GB    | Boban Ristevski     | 23 juin 1998      | 1,90 m | 2019    | Formé au club          | -         |
| 13 | ALG   | Ivan Dimitrovski    | 2 avril 1998      | 1,88 m | 2018    | RK Vardar Skopje       | -         |
| 23 | ALG   | Stefan Talevski     | 9 février 1993    | 1,82 m | 2019    | RK Eurofarm Pelister I | -         |
| 91 | ALG   | Ognen Vardovski     | 7 novembre 2003   | 1,70 m | 2019    | Formé au club          | -         |
| 6  | ALD   | Dimitrij Blaževski  | 15 novembre 2001  | 1,87 m | 2019    | RK Eurofarm Pelister I | -         |
| 32 | ALD   | Nikola Dimitrov     | 26 mai 1997       | 1,79 m | 2019    | RK Eurofarm Pelister I | -         |
| 18 | DC    | Ilija Iliev         | 14 août 2002      | 1,87 m | 2019    | Formé au club          | -         |
| 20 | DC    | Stefan Ilievski     | 17 décembre 2000  | 1,82 m | 2019    | Formé au club          | -         |
| 32 | DC    | Stefan Apostolovski | 25 juin 1998      | 1,84 m | 2019    | Formé au club          | -         |
| 10 | ARG   | Hristijan Mitrevski | 4 juin 2003       | 1,92 m | 2019    | Formé au club          | -         |
| 11 | ARG   | Andrija Mandić      | 19 mai 2001       | 1,95 m | 2019    | RK Eurofarm Pelister I | -         |
| 40 | ARG   | Stefan Drogrishki   | 9 septembre 1994  | 1,93 m | 2018    | RK Eurofarm Pelister I | Macédoine |
| 7  | ARD   | Dario Petrovski     | 16 janvier 1998   | 1,91 m | 2019    | RK Eurofarm Pelister I | -         |
| 77 | ARD   | Andre Butorac       | 20 décembre 2001  | 1,91 m | 2019    | Formé au club          | -         |
| 3  | PVT   | Igor Trajkovski     | 15 janvier 1989   | 1,89 m | 2019    | RK Eurofarm Pelister I | -         |
| 9  | PVT   | Vasko Dimitrovski   | 9 octobre 1982    | 1,93 m | 2015    | SBS Eger-Eszterházy    | Macédoine |
| 14 | PVT   | Filip Jovanovski    | 16 mai 1997       | 1,93 m | 2019    | Formé au club          | -         |
| 15 | PVT   | Igor Petkovski      | 24 octobre 2001   | 1,85 m | 2019    | Formé au club          | -         |

## Personnalité liée au club

### Entraineur
- Ante Kostelić
- Kasim Kamenica
- Nikola Jevremović
- Zoran Zečević
- Bogdan Macovei
- Stevče Stefanovski
- Zvonko Šundovski
- Cane Krstevski
- Borče Markovski
- Tome Petreski

### Joueur
- Stevče Aluševski
- Petar Angelov
- Branislav Angelovski
- Boris Čurlevski
- Branko Čurlevski
- Zlatko Dimitrovski
- Aco Jonovski
- Šandor Hodik
- Aleksandar Jovic
- Filip Lazarov
- Kiril Lazarov
- Goce Makaloski
- Pepi Manaskov
- Dragan Marinković
- Petar Misovski
- Vlatko Mitkov
- Naumče Mojsovski
- Slobodan Nikolić
- Igor Nikoloski
- Petar Žujović
- Dušan Novokmet
- Zoran Petkovski
- Kire Popovski
- Igor Toskoski
- Stevče Stefanovski
- Rade Stojanović
- Zvonko Šundovski
- Vladimir Temelkov
- Zdravko Stevanović
- Dejan Unčanin
- Zlatko Mojsoski

## Infrastructure
Le RK Eurofarm Pelister II évolue au Palais des Sports Boro Čurlevski (en) de Bitola. Cette enceinte peut accueillir 3 500 spectateurs. Elle s'appelait « Mladost » jusqu'en juillet 2018 où elle a pris le nom de Boro Čurlevski (mk), joueur du Pelister né à Bitola.

## Supporters

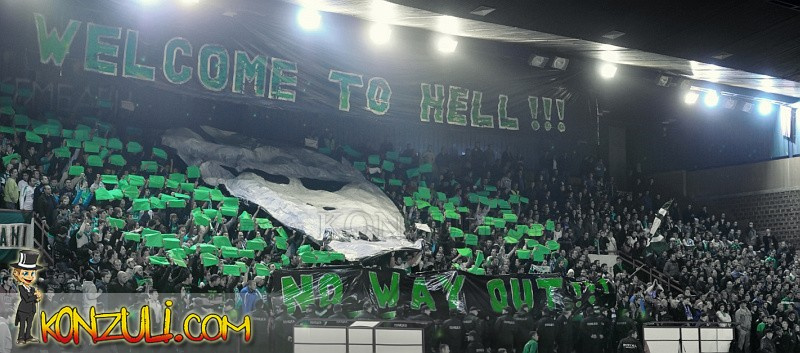
Les Čkembari en 2011, lors du match face au HC Meshkov Brest, en Coupe des coupes.

Les Čkembari (macédonien: Чкембари) sont un groupe ultra créé en 1985.
Le club de supporters soutient les sportifs macédoniens de Bitola sous le nom Pelister, le club supportait principalement le FK Pelister Bitola, l'équipe de football mais s'investissait aussi dans le club de handball. Le club a été créé lors du match Partizan Bjelovar face au RK Pelister Bitola, qui se jouait donc à l'extérieur, ce match était crucial car il allait déterminer si le Pelister descendait en division 2 ou se maintenait en division 1 et lors de ce match, les supporters étaient venus en nombre puisqu'il y eut quinze bus pour ce déplacement et donc, durant ce match ce n'était plus des supporters mais un groupe de supporters qui encourageait le club.